# Vârtop
Vârtop es una comuna ubicada en el distrito de Dolj, Rumania.

## Superficie
Posee una superficie de 32,79 kilómetros cuadrados.

## Demografía
Hasta 2021 la población era de 1666 habitantes, con una densidad de población de 50,81 habitantes por kilómetro cuadrado.